# Kaj Leo Johannesen

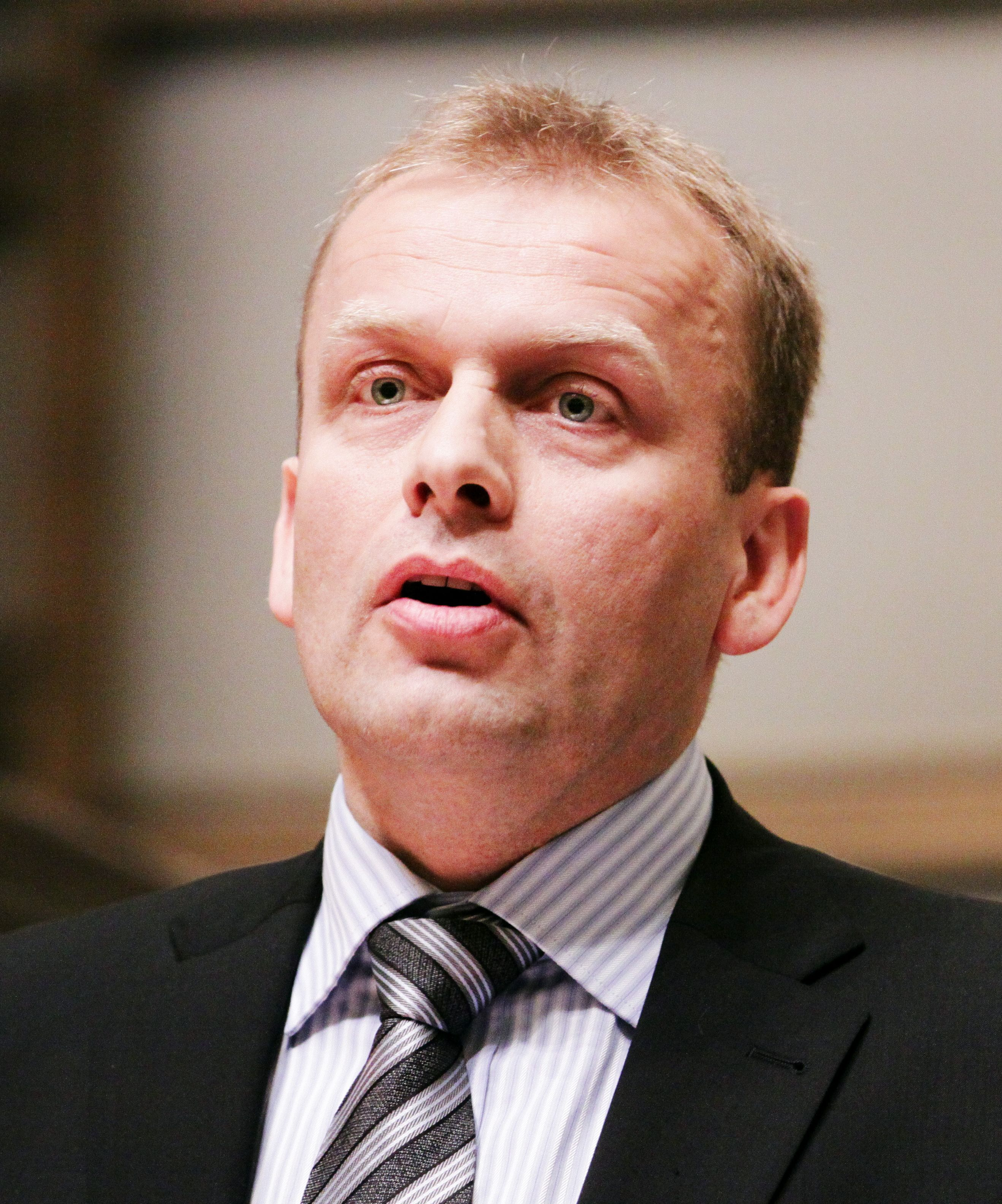
Kaj Leo Johannesen (2008)

Kaj Leo Johannesen (Tórshavn, 28 augustus 1964) is een Deens politicus en oud-sporter. Hij was van 2008 tot 2015 premier van de Faeröer. Tevens is hij een voormalig international van het Faeröers voetbalelftal. Johannesen verdedigde tussen 1984 en 2007 het doel van HB Tórshavn. Ook was hij een verdienstelijk handballer.

## Voetbalcarrière
Johannesen speelde 296 wedstrijden in de hoogste divisie van zijn land. Met zijn club werd hij in 1988, 1990, 1998 en 2004 landskampioen. Tevens won hij zeven keer de Beker van de Faeröer. Voor het nationale elftal werd Johannesen meer dan twintig keer opgeroepen. Meestal was hij reservedoelman, achter Jens Martin Knudsen. Hij speelde vier wedstrijden voor de Faeröer, en maakte zijn debuut voor de nationale ploeg op 25 september 1991, toen hij na 56 minuten inviel voor Knudsen in de EK-kwalificatiewedstrijd tegen Denemarken (0-4) in Landskrona.

## Politieke carrière
Van 1997 tot 2000 was Johannesen was wethouder in de gemeente Tórshavn. Sinds 2002 behoort hij tot het Løgting (parlement). Sinds 2004 is hij tevens voorzitter van de conservatief-liberale partij Sambandsflokkurin. Johannesen werd op 26 september 2008 na het aftreden van Jóannes Eidesgaard de nieuwe minister-president van de Faeröer.